# Dallasiellus longulus
Dallasiellus longulus är en insektsart som först beskrevs av William Sweetland Dallas 1851.  Dallasiellus longulus ingår i släktet Dallasiellus och familjen taggbeningar. Inga underarter finns listade i Catalogue of Life.